# Штоковци
Штоковци (хрв. Štokovciитал. Stocozzi) су насељено место у општини Светвинченат, Истарска жупанија, Хрватска.

## Историја
До територијалне реорганизације у Хрватској били су у саставу старе општине Пула.

## Становништво
У попису становништва из 2011. године, Штоковци су имали 164 становника.
| Број становника према пописима | Број становника према пописима | Број становника према пописима | Број становника према пописима | Број становника према пописима | Број становника према пописима | Број становника према пописима | Број становника према пописима | Број становника према пописима | Број становника према пописима | Број становника према пописима | Број становника према пописима | Број становника према пописима | Број становника према пописима | Број становника према пописима | Број становника према пописима |
| ------------------------------ | ------------------------------ | ------------------------------ | ------------------------------ | ------------------------------ | ------------------------------ | ------------------------------ | ------------------------------ | ------------------------------ | ------------------------------ | ------------------------------ | ------------------------------ | ------------------------------ | ------------------------------ | ------------------------------ | ------------------------------ |
| 1857                           | 1869                           | 1880                           | 1890                           | 1900                           | 1910                           | 1921                           | 1931                           | 1948                           | 1953                           | 1961                           | 1971                           | 1981                           | 1991                           | 2001                           | 2011                           |
| 648                            | 798                            | 217                            | 203                            | 256                            | 281                            | 178                            | 1.029                          | 256                            | 264                            | 229                            | 176                            | 160                            | 148                            | 153                            | 164                            |

Напомена: Године 1857, 1869. и 1931. садржи податке за насеља Бошкари, Чабрунићи и Режанци. Године 1880. исказивано под именом Штокавци.